# Åbo stadsteater

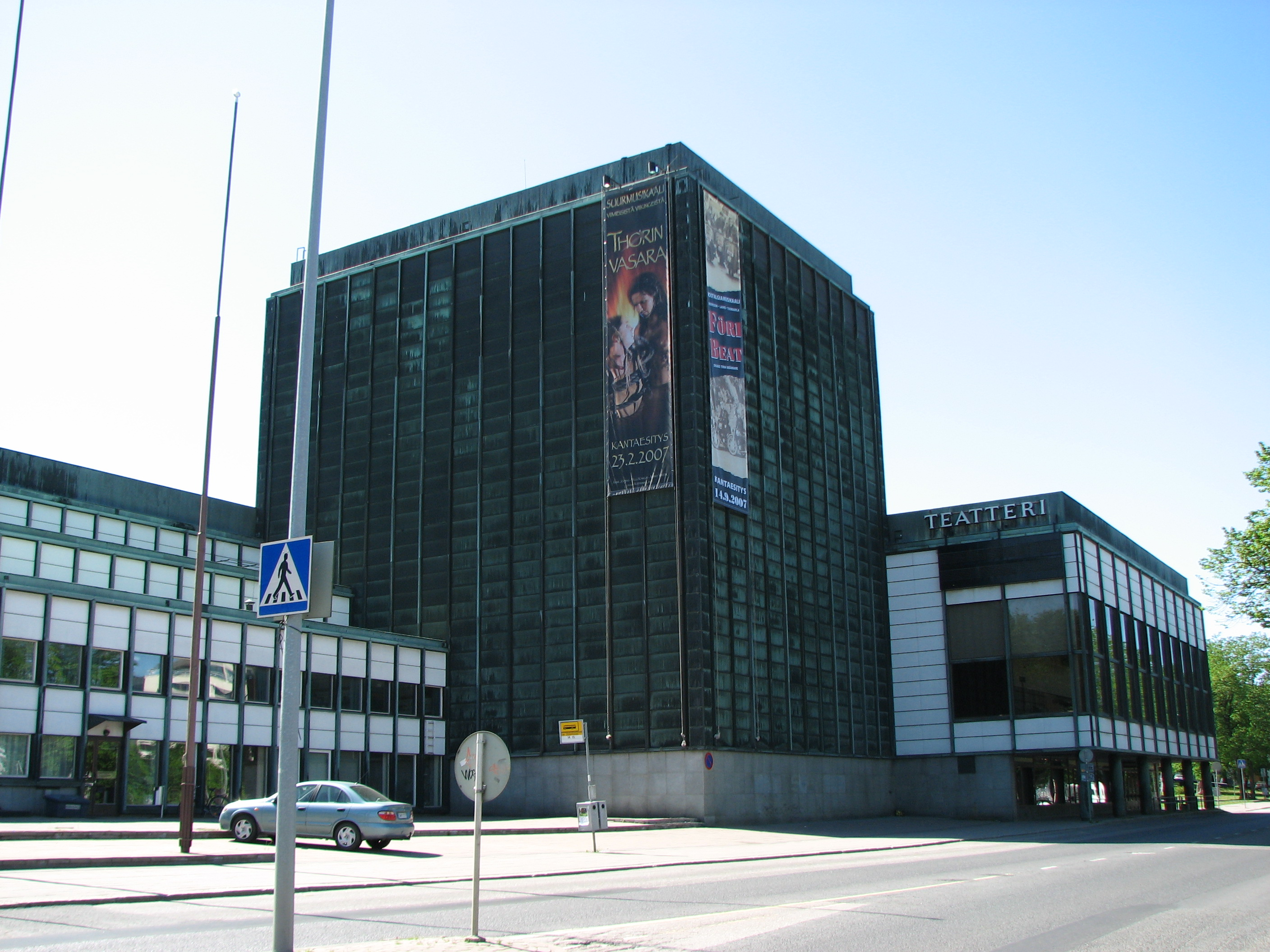
Åbo stadsteater.

Åbo stadsteater (finska: Turun kaupunginteatteri) är en finskspråkig teater i Åbo. 
Åbo stadsteater, som var den första kommunala teatern i Finland, uppstod 1946 genom sammanslagning av Turun työväen teatteri och Turun teatteri. Den förstnämnda grundades 1890 som en amatörscen och blev 1916 en professionell teater. Turun suomalainen teatteri inledde sin verksamhet 1918 och började 10 år senare, när den fick en ny teatersalong, kallas Turun teatteri. Båda teatrarna hade ursprungligen hyrt in sig i Åbo Svenska Teater för några spelaftnar i veckan; arbetarteatern fick sedermera spela i arbetarföreningens hus. Wilho Ilmari var den borgerliga teaterns chef 1919–1934. Han framförde en högtstående repertoar med ett Shakespeareprogram varje år och även nyare dramatik. Ilmari förfogade över ett framstående artistgarde, där bland andra Bertha Lindberg, Hemmo Airamo, Akseli Karhi, Annie Mörk, Emmi och Eino Jurkka samt Anni Aitto ingick.
En brand, som 1945 förstörde arbetarteaterns lokal, var en bidragande orsak till sammanslagningen. En ny brand inträffade 1954; den nybildade stadsteatern fick därefter utnyttja Åbo konserthus sal. Åbo stad gav genom byte en lämplig tomt vid stranden av Aura å. Pristävlingen om utformningen av den nya stadsteatern, som utlystes 1955, vanns av arkitekterna Risto-Veikko Luukkonen och Helmer Stenros. Byggnaden invigdes 1962; salongen rymmer 655 platser och en mindre sal, Sopukka, har 105 platser. Barnscenen kallas Pikkolo, med 60 platser. 
Teatern hade under de tre första decennierna fyra chefer: Jorma Nortimo 1946–1955, Jouko Paavola 1955–1963, Kalervo Nissilä 1963–1968 och Kaija Siikala 1968–1971. Åren 1971–1977 betecknade en höjdpunkt i teaterns historia, då Ralf Långbacka var konstnärlig ledare och Kalle Holmberg chefregissör. De införde en radikal samhällskritisk linje och okonventionella regigrepp. Skådespelaren Risto Saanila ledde teatern 1978–1981, och 1981–1985 var Taisto-Bertil Orsmaa konstnärlig ledare. Han följdes av Mikko Majanlahti 1986–1990 och Alpo Suhonen 1991–1992. Ilpo Tuomarila var chef 1993–2007, följd av Raija-Liisa Seilo 2008–2013.